# نويل تايلور
نويل تايلور (بالإنجليزية: Noel Taylor)‏ هو مصمم أزياء تقليدية أمريكي، ولد في 17 يناير 1917 في يونغزتاون في الولايات المتحدة، وتوفي في 4 نوفمبر 2010 في لوس أنجلوس في الولايات المتحدة.

## وصلات خارجية
- نويل تايلور على موقع IMDb (الإنجليزية)
- نويل تايلور على موقع قاعدة بيانات برودواي على الإنترنت (الإنجليزية)